# بوریس میخایلوویچ زایتسف
بوریس میخایلوویچ زایتسف (روسی: Бори́с Миха́йлович За́йцев؛ ۲۳ مارس ۱۹۳۷ – ۲۴ فوریهٔ ۲۰۰۰) بازیکن هاکی روی یخ اهل شوروی بود.